# Цифровой сигнал

Аналоговый сигнал (слева сверху), Дискретный сигнал (справа сверху), Квантованный сигнал (слева внизу), Цифровой сигнал (справа внизу).

Цифровой сигнал — сигнал, дискретизированный во времени и квантованный по уровню, причём каждый из уровней представляется числом, как правило, двоичным. 
Техническое определение цифрового сигнала даётся в ГОСТе, посвящённом передаче данных:
Цифровой сигнал данных — сигнал данных, у которого каждый из представленных параметров описывается функцией дискретного времени и конечным множеством возможных значений.
Для передачи цифрового сигнала по непрерывным каналам (например, электрическим или радиоканалам) используются различные виды манипуляции (модуляции).

## Преимущества
- Основным преимуществом цифрового сигнала является лёгкость их восстановления перед аналоговыми. В цифровой системе связи в результате манипуляции (модуляции) цифровой сигнал (например, последовательность битов) преобразуется в высокочастотный аналоговый радиосигнал, путём изменения одного или нескольких параметров этого аналогового сигнала по закону цифрового сигнала. В ретрансляторе или на приемном конце высокочастотный аналоговый сигнал усиливается, а затем демодулируется, то есть обратно преобразуется в цифровую форму. Так как цифровой сигнал имеет конечное множество значений (в простейшем случае, два), то при большом отношении сигнал/шум число ошибочных решений при приёме будет небольшим. В случае, когда передаче подлежит аналоговый сигнал (например, речь), то есть сигнал имеющий произвольное множество значений, то после демодуляции, при наличии любых шумов, этот сигнал будет искажён[3].
- Возможность использовать алгоритмы обнаружения и исправления ошибок (помехоустойчивое кодирование). Это позволяет существенно увеличить помехоустойчивость (достоверность) приема информации[3].
- Использование цифровых сигналов и временного мультиплексирования проще, чем применение аналоговых сигналов и частотного мультиплексирования[3].
- Возможность использования пакетной передачи данных, при которой последовательность битов образует пакет. При этом каждый пакет снабжается адресом отправителя и получателя, что позволяет пакетам передаваться по каналу связи независимо друг от друга. В результате разные пакеты могут передавать по разным путям, что позволяет более экономно и эффективно использовать канал связи[3].
- Использование цифровых сигналов позволяет применять шифрование данных[3].

## Недостатки
- Цифровые сигналы требуют более сложных алгоритмов синхронизации по сравнению с аналоговыми[3].
- Если цифровой сигнал приходит с большими помехами, восстановить его невозможно (эффект крутой скалы[англ.]), в то время как из искаженного аналогового сигнала можно извлечь часть информации, хотя и с трудом. Таким образом, ухудшение качества при использовании цифровых сигналов имеет пороговый характер. То есть, если отношение сигнал/шум оказывается ниже порогового значения, качество приёма может скачком измениться от очень хорошего до очень плохого. В аналоговых системах ухудшение качества происходит более плавно[3]. Если сравнивать сотовую связь аналогового формата (AMPS, NMT) с цифровой связью (GSM, CDMA), то при помехах на цифровой линии из разговора выпадают порой целые слова, а на аналоговой можно вести разговор, хотя и с помехами. Выход из данной ситуации — чаще регенерировать цифровой сигнал, вставляя регенераторы в линию связи, или уменьшать длину линии связи (например, уменьшать расстояние от сотового телефона до базовой станции, что достигается более частым расположением базовых станций на местности).